# Crypto AG
Crýpto AG — швейцарская компания, существовавшая в 1952—2018 годах и специализировавшаяся на технологиях в сфере коммуникаций и информационной безопасности. Компанию основал в 1952 году шведский бизнесмен Борис Хагелин. Штаб компании располагался в швейцарском городе Штайнхаузен, в кантоне Цуг. Компания была широко известна в мире как производитель высококачественных шифровальных машин и большого ассортимента различных шифровальных устройств, оставаясь коммерчески успешной на протяжении многих лет. У неё также были офисы в городах Абиджан, Абу-Даби, Буэнос-Айрес, Куала-Лумпур, Маскат и юго-восточном районе Лондона Селсдон. По некоторым данным, у компании были заказчики из 130 разных стран мира, штат компании насчитывал до 400 человек.
С момента своего основания Crypto AG негласно сотрудничала с американским Агентством национальной безопасности в рамках джентльменского соглашения. В 1970 году Crypto AG в условиях секретности приобрели за 5,75 млн долларов США две разведслужбы — американская ЦРУ и немецкая БНД, которые владели компанией с 1970 по 1993 год, а позже ЦРУ выкупила немецкую долю и оставалась владельцем Crypto AG вплоть до прекращения её существования в 2018 году. Сведения о владельце фирмы оставались в тайне даже от её менеджеров: право собственности подтверждалось акциями на предъявителя. Обвинения в связях с АНБ и иными западными спецслужбами компания отрицала, даже несмотря на сопровождавшие её деятельность скандалы.
11 февраля 2020 года американская газета The Washington Post, немецкая телерадиокомпания ZDF и швейцарская телерадиокомпания SRF официально заявили, что владельцами Crypto AG были именно ЦРУ и БНД, которые с лёгкостью взламывали шифры, сопровождавшие продукты Crypto AG, и свободно расшифровывали закодированные сообщения с 1970 по 2018 год в рамках операции, изначально известной под кодовым названием «Тезаурус» (англ. Thesaurus), а позже — под названием «Рубикон» (англ. Rubicon). По итогам швейцарского парламентского расследования стало известно, что спецслужбы Швейцарии тоже были в курсе оказываемой Crypto AG помощи американским разведслужбам и извлекали из этого выгоду. Публикация информации о том, что ресурсы Crypto AG использовались для взлома зашифрованной переписки высокопоставленных государственных лиц разных стран мира, привела к грандиозному скандалу. Компанию также обвиняли в продаже программных продуктов с бэкдорами, позволявшими американским, британским и немецким службам радиоэлектронной разведки перехватывать секретную информацию.

## История

### Начало деятельности. Вторая мировая война

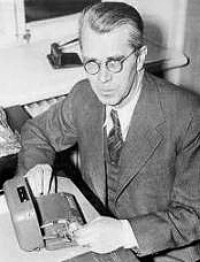
Борис Хагелин, основатель Crypto AG

Предшественником Crypto AG была компания под названием AB Cryptograph, которая была основана в 1916 году в Стокгольме инженером-изобретателем Арвидом Даммом и занималась производством шифровальных устройств. Дамм стал одним из первых изобретателей роторной шифровальной машины, подав заявку на патент этого устройства 10 октября 1919 года. Однако компания вскоре оказалась на грани банкротства, от которого её спасли Эммануил Нобель и Карл Вильгельм Хагелин. В 1922 году сын Карла Борис был назначен представителем интересов инвесторов в компании AB Cryptograph, а в 1925 году после переезда Дамма в Париж Борис Хагелин возглавил фирму.
Разработкой шифровальных устройств Хагелин активно занялся в том же 1925 году, узнав, что генеральный штаб Швеции заполучил экземпляр немецкой шифровальной машины «Энигма». Встретившись с представителями Генерального штаба, Борис выразил готовность создать модель, не уступавшую «Энигме» по характеристикам. Он заявил, что у его компании есть «10-летний опыт» работы над такими проектами, хотя в действительности он блефовал. Военные дали ему полгода, и Хагелин запросил у Эммануила Нобеля сумму в размере 500 крон: созданный им экземпляр получил название B-21 и был вскоре одобрен Генеральным штабом к использованию. В 1934 году Хагелин выпустил модель C-36, которая экспортировалась во Францию для нужд армии, а чуть позже — её модификацию C-38, которая под названием M-209 экспортировалась в США, где использовалась во всех родах войск, и в Италию. К началу Второй мировой войны по объёму продаж модели Хагелина превысили выпускаемую немцами «Энигму», а сами немцы вообще не проявляли никакого интереса к шифровальным машинам компании AB Cryptograph.
После вторжения Германии в Норвегию Хагелин вместе со своей женой Энни покинул Швецию, перебравшись через территорию Германии по дипломатическому паспорту в Италию, а оттуда из порта Генуи сел на последний корабль, шедший в США — вскоре Атлантический океан был закрыт для гражданских судов. Корабль отплыл 10 мая 1940 года. В США из Швеции усилиями Хагелина было доставлено 50 шифровальных машин, которые проверялись в Службе разведки сигналов, в её криптографическом отделе из Арлингтон-Холл. Вскоре швед заключил контракт с США на производство шифровальных машин, производство которых было налажено на заводе по производству печатных машинок Smith Corona в Сиракьюз (штат Нью-Йорк). Всего за годы войны для нужд Армии США было выпущено 140 тысяч экземпляров шифровальных машин типа M-209, суммарная стоимость которых составила 8 млн долларов США (из них на счета Хагелина поступило 2,5 млн). Эти машины использовались войсками разных стран антигитлеровской коалиции: так, в Блетчли-парк усилиями команды Алана Тьюринга британцы взломали шифры всех машин компании Хагелина, использовавшихся Итальянской королевской армией. Сам Хагелин рассказывал, что одна из немецких подлодок забрала партию машин у шведского побережья и попыталась доставить их в Японию: до японской армии могли добраться только считанные экземпляры. По словам историка криптографии Дэвида Кана, Борис Хагелин стал первым в мире миллионером — владельцем компании по производству криптографической техники. Однако после войны продажи машин Хагелина значительно снизились: с 1945 по 1946 годы они сократились в два раза, а в 1947 году Хагелин продал всего 57 экземпляров, из-за чего впал в депрессию и был близок к тому, чтобы и вовсе закрыть компанию.
За время своего пребывания в США швед подружился с главой Службы разведки сигналов, выдающимся специалистом по криптографии Уильямом Фридманом и своим юристом Стюартом Хедденом, специалистом по управлению активами. Оба эти человека сделали карьеру в разведслужбах: Хедден устроился работать в ЦРУ, заняв там в 1951 году должность генерального инспектора службы, а Фридман в 1952 году возглавил криптографическую службу при Агентстве национальной безопасности.

### Переезд в Швейцарию. Джентльменское соглашение с АНБ

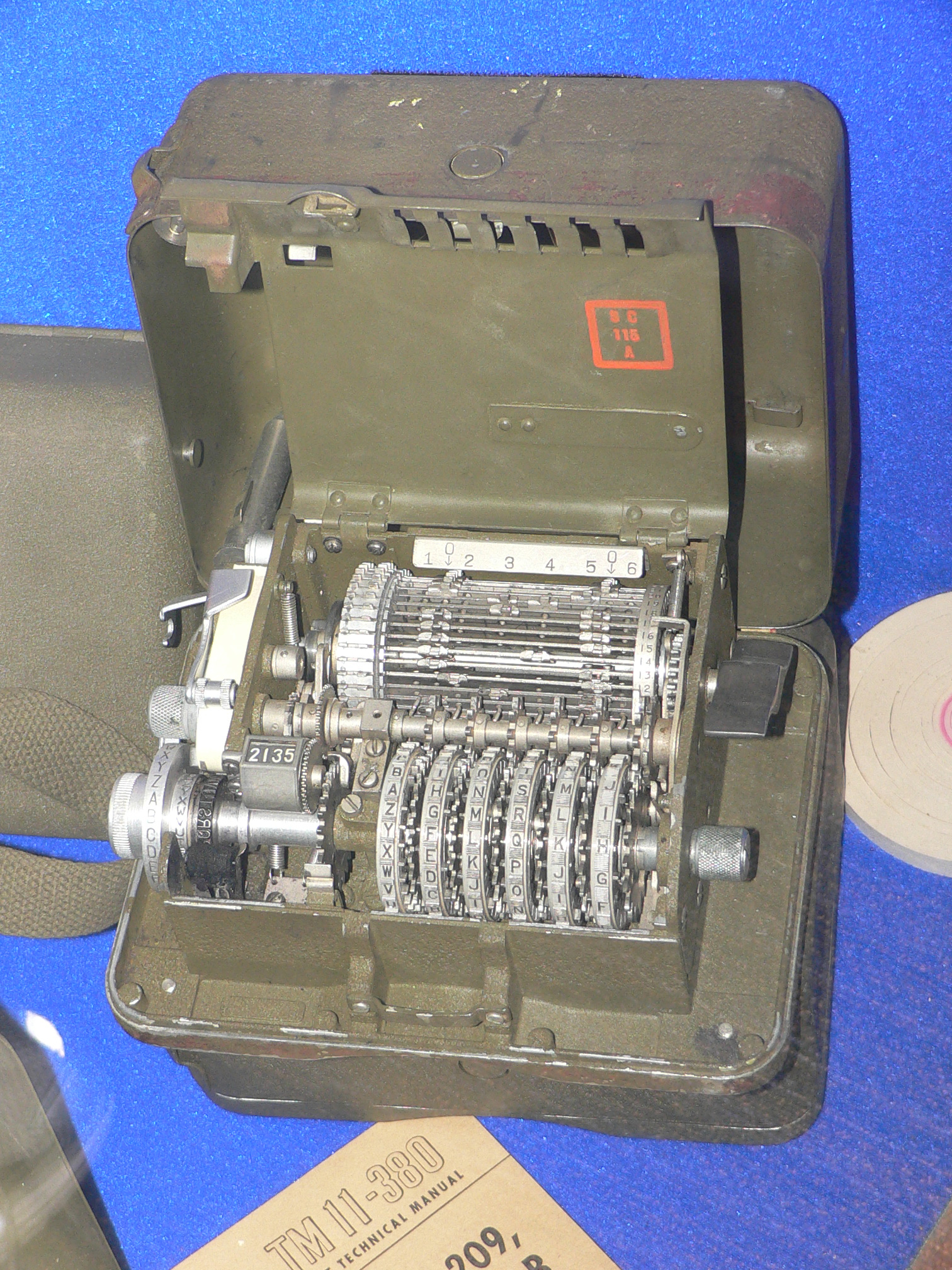
Шифровальная машина M-209 (модификация CSP-1500, использовавшаяся ВМС США)

Хагелин был формальным владельцем американской компании, выпускавшей шифровальную аппаратуру для нужд Армии США, и его состояние за время Второй мировой войны значительно выросло. В 1944 году он вернулся в Швецию, где намеревался возобновить свою бизнес-деятельность. Одним из новых проектов его фирмы должна была стать машина для шифрования CX-52, обладавшая рядом преимуществ по сравнению с предыдущими выпущенными шифровальными машинами. Однако в итоге он перенёс свой бизнес в Швейцарию, чему способствовали несколько факторов, среди которых были и налоги. Состоянием шведа активно интересовались налоговые службы США и Швеции: со своей прибыли он должен был платить большие налоги, но всячески пытался от них уклониться. Стюарт Хедден решил помочь своему другу и открыл несколько банковских счетов на своё имя, на которых и хранились деньги Хагелина: таким образом, он стал управляющим всех активов шведа и в дальнейшем выдавал ему и его семье все необходимые денежные средства, которые просил Хагелин.
Хотя Хедден пытался уговорить шведа остаться в США и обещал ему полную анонимность как клиенту в вопросах управления активами, тот решил перевести свой бизнес в Швейцарию, чтобы окончательно избавиться от налоговых проблем. Официальное заявление правительства Швеции о национализации всех компаний, производивших критически важное оборудование для вооружённых сил, и запрет на экспорт шифровального оборудования в другие страны с учётом нейтралитета Швеции повлияли на решение Хагелина перебраться в Швейцарию, где подобного запрета не было, а швейцарский нейтралитет был куда более размытым. В 1948 году Хагелин переехал в Швейцарию, купив виллу в городе Штайнхаузен (кантон Цуг), и перенёс туда весь свой бизнес. Для сохранения секретности всю корреспонденцию планировалось отправлять по подставному адресу в одной из судоходных контор Лондона, а для прикрытия в столице Лихтенштейна, городе Вадуце была создана холдинговая компания Anstalt Europäische Gesellschaft, владевшая акциями фирмы Хагелина и управлявшая ими. Официальным представителем этой компании было адвокатское бюро Marxer und Partner. В 1995 году старший вице-президент компании Crypto AG Йозеф Шнетцер (нем. Josef Schnetzer) заявил, что этот холдинг мог даже помогать Хагелину уклоняться от уплаты налогов. В 1952 году компания Хагелина, головной офис которой прежде располагался в Стокгольме, окончательно переехала в Швейцарию и стала с тех пор известна как Crypto AG: официальной датой основания Crypto AG считается 13 мая 1952 года.
Пока шла Корейская война, американские криптографы столкнулись с серьёзной проблемой: несмотря на свои первоначальные успехи, они вскоре оказались не в состоянии взломать шифры, используемые северокорейскими войсками и их союзниками. На фоне разработки машины CX-52 в США возникли опасения, что товары Хагелина могут попасть в руки потенциальных противников США: паническое состояние, царившее в американских криптографических кругах, сотрудник ЦРУ Чарльз Коллинс назвал «Тёмными веками американской криптологии» (англ. the Dark Ages of American cryptology). Это убедило американцев в необходимости наладить сотрудничество с Хагелином: они не только рассчитывали на его лояльность Штатам и его навыки изобретателя и предпринимателя. Они рассчитывали заодно сыграть на его опасениях того, что бизнес Хагелина может пострадать от избытка дешёвых вариантов M-209, которые американцы могли бы «выбросить» на рынок криптографической аппаратуры. Однако основным фактором, повлиявшим на стремление американцев договориться с Хагелином, стали сообщения о появлении новой модификации M-209, в которой были сделаны структурные изменения, грозившие свести вероятность взлома зашифрованного этой машиной сообщения к нулю даже теоретически. К тому моменту Хагелин подал заявки на патент новой модификации в 10 стран, рассчитывая вывести новую модель на мировой рынок: попадание этой аппаратуры в руки СССР стало бы катастрофой для американских криптографов.
22 мая 1951 года на встрече представителей разведывательных служб США выступил глава Агентства безопасности Вооружённых сил (англ. Armed Forces Security Agency) Уильям Фридман, который заявил, что для правительства США жизненно важно, чтобы новая криптографическая аппаратура фирмы Хагелина не производилась и не продавалась на рынке для коммерческих нужд. В том же году на ужине в вашингтонском ночном клубе Cosmos Club Фридман обратился к Хагелину с предложением разработать такую схему продаж шифровальных устройств, чтобы новейшие разработки доставались только конкретным государствам, дружественным США, а остальные страны получали бы устаревшие модели. В обмен на такую схему американцы обещали не только найти инвесторов для компании Хагелина, но и обеспечить отсутствие юридических барьеров для экспорта продукции из нейтральной Швейцарии. Финансовая помощь американцев должна была компенсировать Хагелину гипотетические убытки в размере 700 тысяч долларов, связанные с переходом на продажи устаревших моделей в ряд стран мира. Именно на той встрече и было заложено начало сотрудничества между АНБ и Crypto AG.

### Экспорт продукции. Сотрудничество с иностранными компаниями

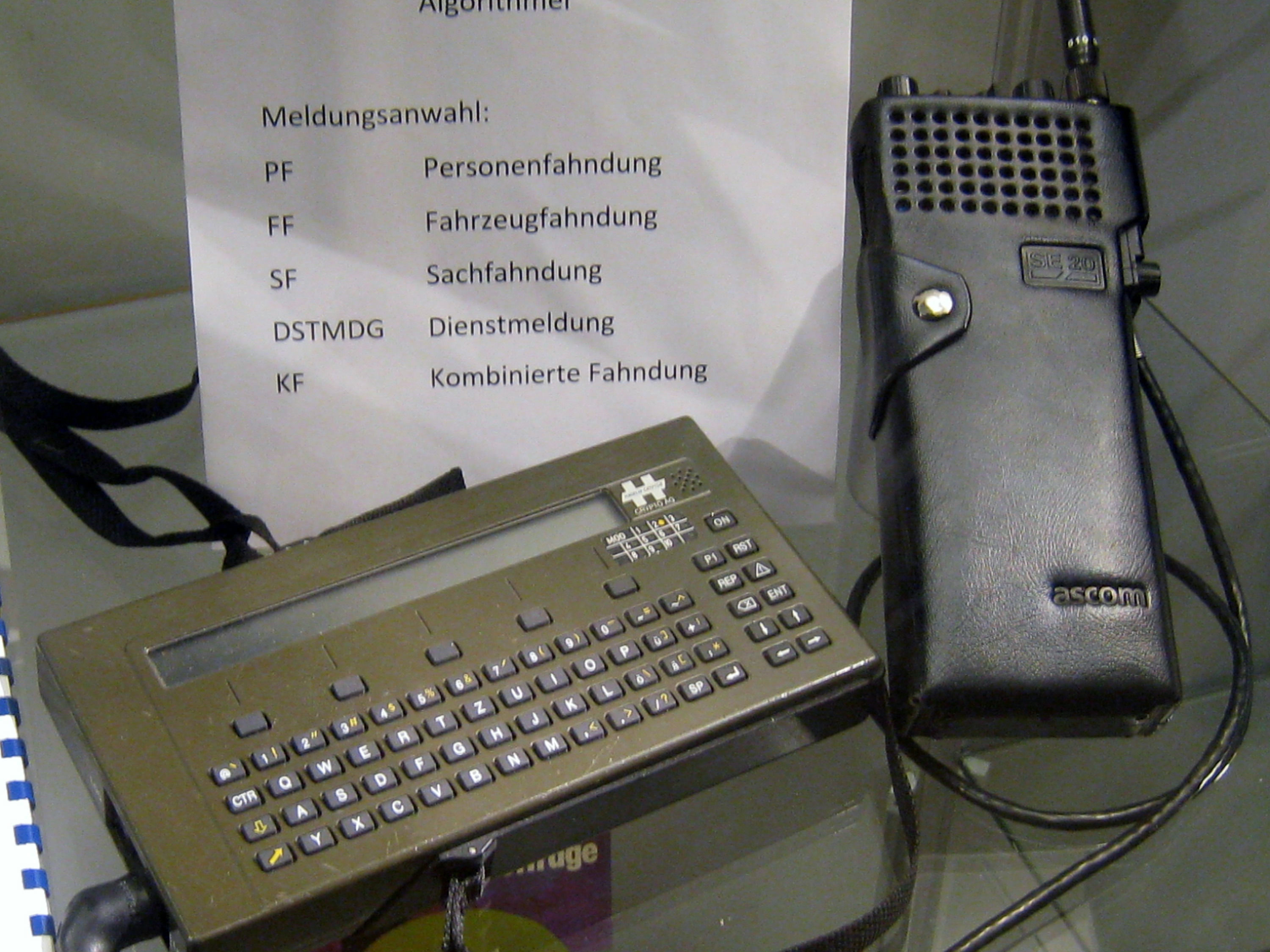
Радиостанция SE-20 (производство Autophon) и шифровальное устройство HC-5202 (производство Crypto AG)

География клиентов Crypto AG простиралась от франкистской Испании до Ближнего Востока. Среди клиентов компании в 1950-е годы были такие страны, как Индонезия, Индия, Иран, Япония (туда была отправлена заявка на патент) и ряд латиноамериканских государств, в том числе Колумбия, Перу, Гватемала, Уругвай и Аргентина. Хагелин писал своему сыну Бо в январе 1952 года, что наиболее выгодными клиентами для компании в то время могли быть Португалия, Израиль, Ливан, Сирия и Египет, а также страны Латинской Америки. Среди известных клиентов Crypto AG были президент Египта Гамаль Абдель Насер, даже направивший компании благодарственное письмо; иранский шахиншах Мохаммед Реза Пехлеви, у которого был зашифрованный канал связи между его швейцарской виллой в Санкт-Морице и Тегераном; и папа римский, у которого была собственная шифровальная машина, выполненная из красного дерева и золота. В письме от 1 января 1954 года упоминалось использование шифровальных машин посольством Уругвая в США. Расположение Crypto AG в нейтральной Швейцарии позволяло ей продавать криптографическую аппаратуру не только в страны блока НАТО, но и в другие страны мира: в самом блоке продажа этой аппаратуры странам не из блока НАТО запрещалась, поскольку потенциальный противник не должен был иметь доступа к технологии, используемой НАТО. В частности, норвежская компания STK несколько раз безуспешно пыталась обойти это правило, хотя на фоне деятельности Crypto AG у неё не было никаких шансов создать конкурентоспособный продукт.
В ноябре 1954 года поступили сведения о продаже двух экземпляров во входившую в социалистический блок Венгрию, что не на шутку обеспокоило Хагелина. Ещё три года тому назад Уильям Фридман предсказывал подобные опасения, заявив, что в случае попадания новейшей аппаратуры Crypto в коммунистические страны расшифровка сообщений, перехваченных оттуда американцами, станет абсолютно невозможной: попадание подобных технологий в руки СССР нанесло бы серьёзный удар по репутации Crypto. Известно, что среди приобретателей продукции Crypto были небольшие страны — как сторонники США, так и сторонники СССР. Фридман писал, что ещё с 1946 года делегация СССР встречалась с представителями компании Хагелина (в документах обозначена как Hagelin Cryptology Company) и проявляла интерес к новейшей аппаратуре. Однако доподлинно известно, что ни СССР, ни коммунистический Китай в итоге так и не приобрели какую-либо продукцию Crypto AG, поскольку не доверяли её производителю. Что касается самой Швейцарии, то, по одним данным, политического руководства Швейцарии в списке клиентов Crypto не было вообще, а по другим данным, они не просто были в списке клиентов, но и обладали той самой аппаратурой, которая обеспечивала максимально надёжное шифрование, не поддающееся взлому даже со стороны лучших аналитиков АНБ.
В 1955 году Уильям Фридман перенёс сердечный приступ, а через три года по состоянию здоровья ушёл в отставку. Дальнейшее сотрудничество с Crypto AG вели высокопоставленный сотрудник АНБ Ховард Барлоу и руководитель управления радиотехнической разведки в Азии Лоуренс Шинн. Компания начала сотрудничество с такими европейскими компаниями в области связи, как немецкая Siemens, шведская Ericsson и норвежская Norsk Forsvarsteknologi (NFT) — будущая Kongsberg Gruppen. В 1966 году Хагелином был открыт современный комплекс в Штайнхаузене для более чем 400 сотрудников компании. Оборот его компании вырос со 100 тысяч швейцарских франков в 1962 году до 14 млн. в 1970 году. В середине 1960-х годов на фоне распространения электронной аппаратуры компания Crypto AG начала переход от производства механических шифровальных машин к производству электронного оборудования, и в этом переходе важнейшую роль сыграла помощь от АНБ. Считается, что без неё компания Хагелина разорилась бы, поскольку механические шифровальные машины стремительно выходили из моды. Первая электронная шифровальная машина H-460 была выпущена в 1967 году, и её «начинка» была полностью разработана инженерами АНБ.
По данным израильского инженера-электроника и автора подкаста Making History Рана Леви, в середине 1950-х годов компания продавала до 500 машин в год, в начале 1960-х годов объём годовых продаж достиг 2 тысяч экземпляров, а в 1963 году превысил 5 тысяч машин и возрастал в дальнейшем с каждым годом.

### Продажа компании ЦРУ и БНД

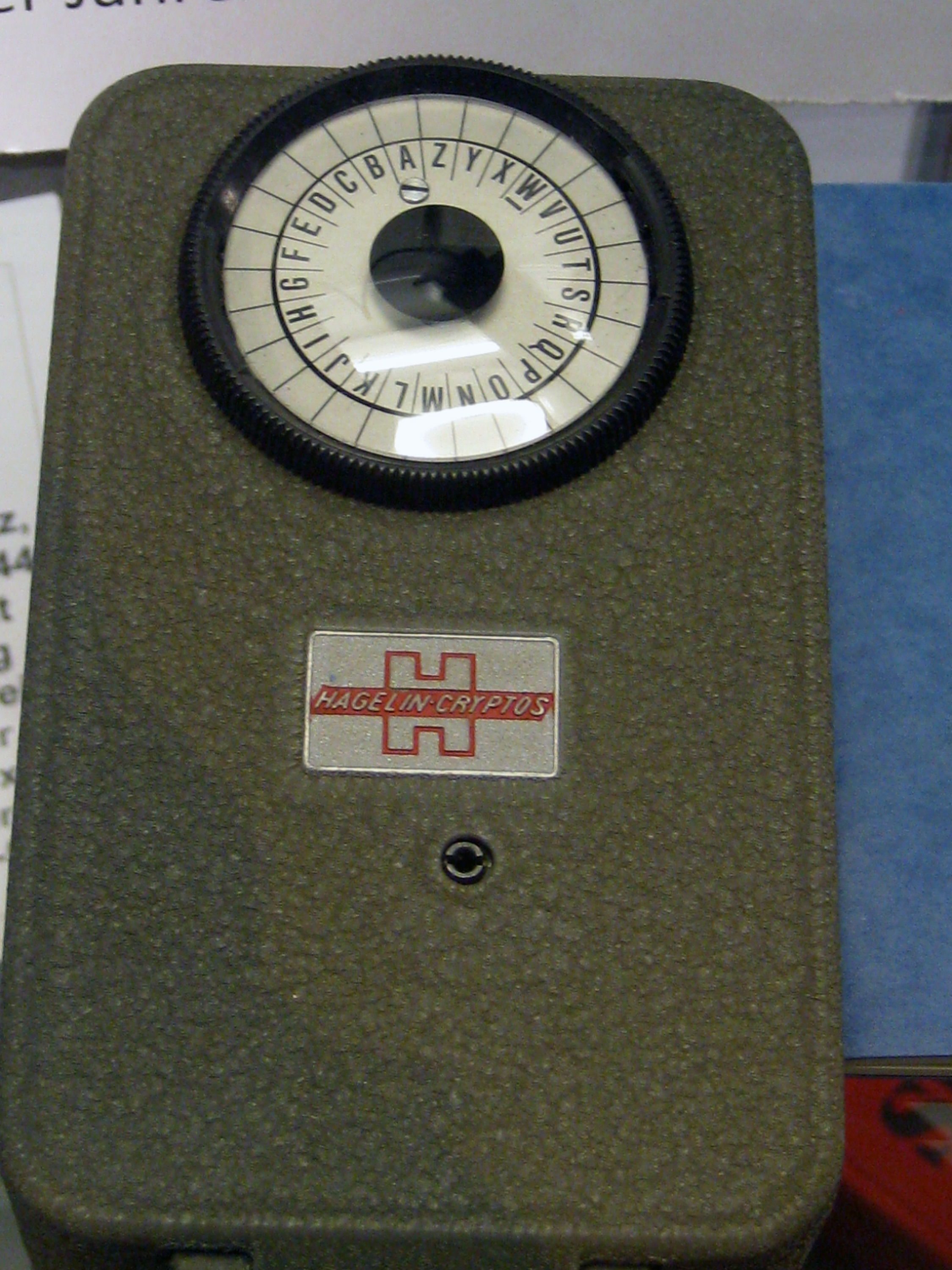
Портативная шифровальная машина CD-57, поставлявшаяся в Германию

Борис Хагелин покинул пост главы компании в 1970 году, оставив при этом и пост главы холдинговой компании в Лихтенштейне. Его жена Энни умерла четырьмя годами ранее, а старый знакомый Уильям Фридман — годом ранее. Сам Борис пытался найти нового владельца компании: среди возможных приобретателей его компании фигурировали разведывательные службы США, Франции и Германии, активно торговавшиеся с Хагелином. В 1967 году он получил предложение от французской и немецкой разведслужб и отверг его, а в 1969 году немцы снова сделали предложение, но уже при поддержке американцев: от немецкой стороны выступил начальник шифровального отдела БНД Вильгельм Гёинг (нем. Wilhelm Goeing). Через несколько месяцев идею одобрил директор ЦРУ Ричард Хелмс, который отправил своего подчинённого в Бонн для обсуждения условий приобретения Crypto с одним условием — не допустить подключения французов к сделке. В целом американские спецслужбы рассматривались как наиболее вероятные покупатели, однако ссоры между АНБ и ЦРУ всячески замедляли процедуру приобретения компании.
4 июня 1970 года Хагелин подписал соглашение, согласно которому собственниками компании становились американское Центральное разведывательное управление (ЦРУ) и Федеральная разведывательная служба Германии (БНД). Стоимость продажи составила 5,75 млн долларов США — обе разведслужбы внесли примерно одинаковую сумму, разделив в компании свои доли пополам. Спустя 8 дней после этого соглашения был подписан меморандум о взаимопонимании между ЦРУ и БНД, содержавший пункты о приобретении компании Crypto AG. С американской стороны его подписал представитель резидентуры в Мюнхене Том Люсид (англ. Tom Lucid), причём свидетели утверждали, что его подпись была крайне неразборчивой из-за болезни Паркинсона, от которой тот страдал. В реализации положений сделки участвовали Агентство национальной безопасности как одна из сторон, а также компании Siemens и Motorola, которые помогали немцам и американцам решать многие организационные и управленческие вопросы (Siemens получала в обмен на это 5 % от прибыли, зачисляемой на счета БНД). У немцев роль посредника играло предприятие Deutsche Truehand Gesellschaft-Munich (DTG-M), на которое и была переписана Crypto AG. Было оговорено, что вся ежегодная прибыль Crypto должна была зачисляться на счета в Лихтенштейне и оттуда переводиться в Мюнхен, где сотрудники БНД обналичили бы все средства и затем в чемоданах доставили бы их на подземную парковку сотрудникам ЦРУ. Более того, именно немцев обязали скрыть сам факт осуществления сделки.
О содержании сделки знали только три человека: Борис Хагелин, покинувший пост CEO компании в 1970 году; новый CEO и давний коллега Хагелина Стуре Нюберг (швед. Sture Nyberg), ушедший из компании в 1976 году, и сын Бориса, Бо Хагелин, которого в своё время отец рассматривал как наиболее вероятную кандидатуру на должность главы компании. Однако, по словам Рана Леви, Бо был не похож на своего отца и расходился с ним во многих взглядах на деятельность компании, что часто приводило к серьёзным ссорам. Самое главное противоречие заключалось в том, что Бо активно выступал против продажи компании ЦРУ и БНД. Осенью 1970 года Бо погиб в автокатастрофе на Столичной кольцевой дороге в Вашингтоне: хотя газета The Washington Post в сообщении подчёркивала отсутствие криминальной составляющей в автокатастрофе, немецкий журналист Эрих Шмидт-Энбом утверждал со ссылкой на заместителя главы БНД, что Бо был убит западными спецслужбами, которые пытались избавиться от единственного человека, знавшего слишком много о подробностях сделки. Вскоре после смены владельца компании был избран новый совет директоров, куда вошёл Нюберг. Сам Хагелин скончался в 1983 году: за год до его смерти агент ЦРУ Ричард Шрёдер прибыл в головной офис компании в Цуге, где хранились многие личные документы Хагелина, и забрал часть из них, доставив затем в штаб-квартиру ЦРУ. Предполагается, что изъятые Шрёдером документы носили компрометирующий характер.
Информацию о владельцах хранила в тайне лихтенштейнская юридическая фирма Marxer und Goop (ныне известная как Marxer und Partner), которая оформила акции на предъявителя, не требовавшие указаний имён владельцев фирмы в регистрационных документах. На запросы прессы прокомментировать все слухи о владельцах компании она отвечала отказом, ссылаясь на адвокатскую тайну и законодательство Лихтенштейна. Сделка с ЦРУ и АНБ положила начало операции, известной под кодовым названием «Рубикон» — операции по перехвату и расшифровке сообщений, поступавших по дипломатическим каналам от высокопоставленных государственных лиц разных стран мира. По мнению газеты The Washington Post, эта операция сыграла важную роль в усилении политического влияния США в мире и защите внешнеполитических интересов самих Штатов и их союзников. Во всех документах ЦРУ компания Crypto фигурировала под кодовым обозначением «Минерва» (англ. Minerva).

### Дальнейшее развитие. Прекращение сотрудничества с БНД
Благодаря приобретению американцами Crypto AG её прибыль выросла больше чем в 3 раза — с 15 млн швейцарских франков в 1970 году до 51 млн франков в 1975 году (примерно 19 млн долларов США), а штат компании превысил 250 сотрудников. К концу 1970-х годов, согласно музею Crypto Museum, от 80 до 90 % шифровальной аппаратуры на мировом рынке поставлялись странам-заказчикам именно компанией Crypto AG — в клиентскую базу входили и Ближний Восток, и Южная Европа, и Юго-Восточная Азия, и Южная Америка, и даже Африка. В 1980-е годы среди государств-клиентов, пользовавшихся услугами компании, преобладали такие страны, как Саудовская Аравия, Иран, Италия, Индонезия, Ирак, Ливия, Иордания и Южная Корея: почти во всех этих странах была какая-либо политическая нестабильность. Для защиты своего положения на рынке компания Crypto AG и её владельцы давали взятки государственным служащим или устраивали «наезды» на конкурентов. На этом фоне особняком выглядела Саудовская Аравия, ставшая крупнейшим клиентом компании за весь 1981 год: в том году Crypto отправили в Эр-Рияд своего представителя с 10 экземплярами часов марки Rolex и организовали учебные курсы для саудовцев в Швейцарии. В результате прослушивания переговоров саудовцев выяснилось, что компании пришлось ещё и финансировать походы своих саудовских клиентов по швейцарским борделям. Ещё один курьёзный случай произошёл, когда партию машин Crypto закупила Нигерия, в которой не было достаточно специалистов для работы со сложным криптографическим оборудованием. В течение двух лет Crypto не получала никаких новостей по поводу применения машин, пока представители БНД не выяснили, что вся аппаратура находилась на складе и что её никто не удосужился даже распаковать.
Однако партнёрство между ЦРУ и БНД сопровождалось конфликтами: американцы обвиняли немцев в стремлении заработать лёгких денег и несерьёзном отношении к мероприятиям в рамках операции «Рубикон», а немцы обвиняли американцев в фанатичном желании шпионить даже за ближайшими союзниками, среди которых были Испания, Греция, Турция и Италия. Получаемая БНД прибыль действительно была колоссальной, однако разведслужба решила использовать её для финансирования разведывательных операций, не связанных никоим образом с компанией Crypto. В то же время Германия, вопреки ожиданиям и обещаниям, так и не стала членом большой разведывательной программы «Пять глаз», куда входили США, Великобритания, Канада, Австралия и Новая Зеландия. Бывший директор БНД Вольберт Шмидт обвинял американцев в том, что те обращались с немцами как со страной третьего мира. В 1992 году скандальный арест в Иране сотрудника Crypto AG Ганса Бюлера по обвинению в шпионаже стал ударом по сотрудничеству БНД и ЦРУ: немцы опасались, что если будут преданы огласке факт их сотрудничества с американцами, это вызовет серьёзные негативные экономические и политические последствия не только для Германии, но и для Европы.
В итоге 9 сентября 1993 года начальник германской резидентуры ЦРУ Милтон Берден (англ. Milton Bearden) и представители БНД подписали соглашение, согласно которому немцы отказывались от своей доли в компании Crypto AG и прекращали с ней сотрудничество. ЦРУ приобрела долю немцев за 17 миллионов долларов США. Начальник БНД Конрад Порцнер в беседе с директором ЦРУ Джеймсом Вулси заявил, что на продаже немецкой доли настояли высшие чины правительства ФРГ. Однако многие руководители БНД обвинили политиков в том, что те закрыли наиболее успешную разведывательную программу Германии: в дальнейшем американцы перестали предоставлять немцам значительную часть получаемых разведданных.

### Сотрудничество с Kongsberg Gruppen

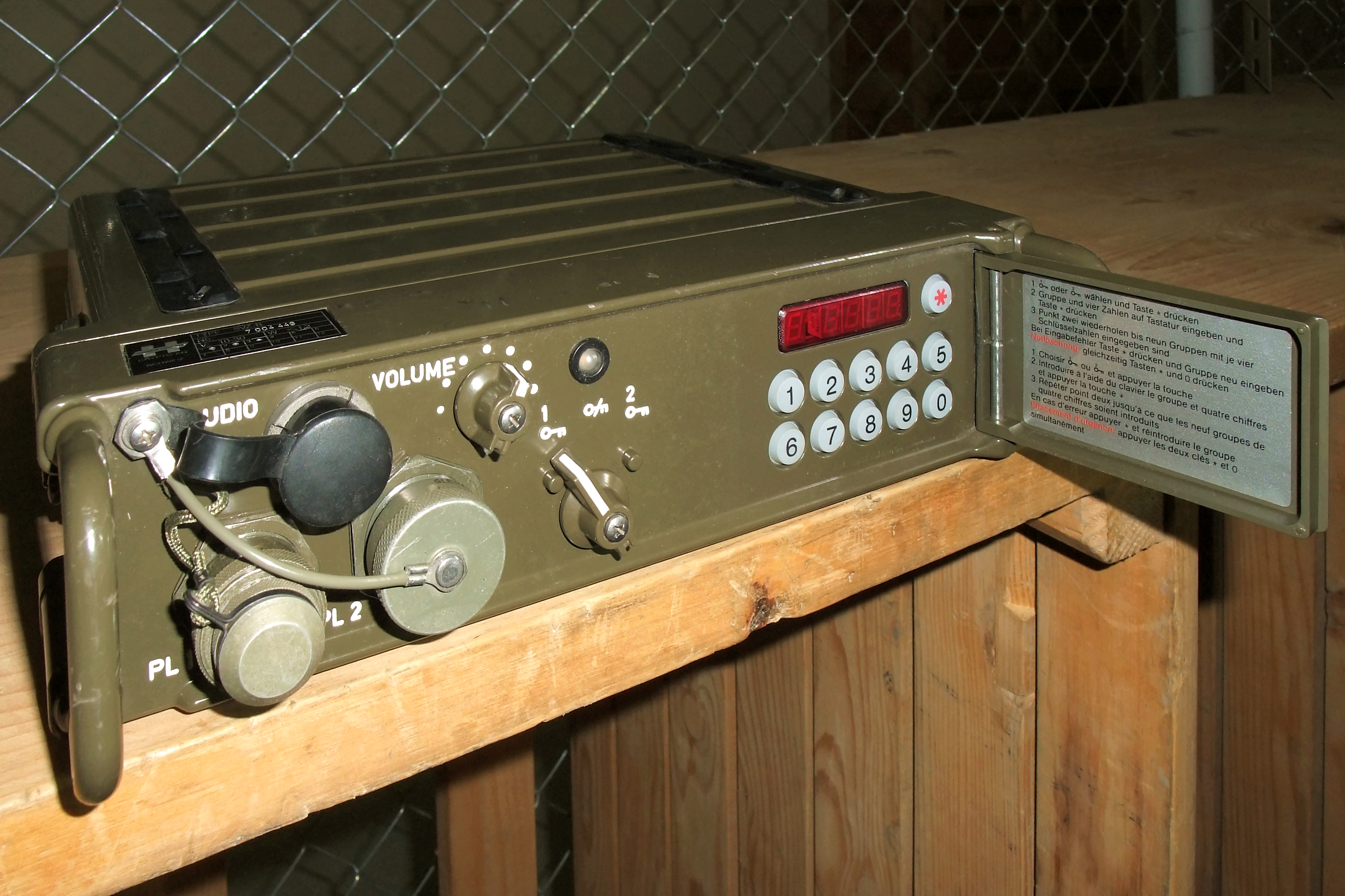
Устройство для обеспечения Защищённая голосовая связь CVX-396, совместимое с радиостанциями SE-412 и SE-227

До 1990-х годов ни одна из стран-клиентов Crypto AG не подозревала о связях компании с западными разведками. Репутация компании была серьёзно запятнана после скандала в 1992 году, связанного с арестом в Иране сотрудника Crypto AG Ганса Бюлера: объём продаж оборудования компании в странах арабского мира резко снизился, а некоторые страны либо приостановили, либо разорвали контракты (среди этих стран были Аргентина, Италия, Саудовская Аравия, Египет и Индонезия). Штат компании сократился после увольнения ряда сотрудников. Вскоре норвежская оружейная компания Kongsberg Gruppen заключила с Crypto AG соглашение об использовании их технологий для продажи, и швейцарская компания стала субподрядчиком для норвежцев, которые экспортировали оборудование Crypto AG в страны Ближнего Востока и Восточной Европы.
Известно, что Kongsberg Gruppen активно рекламировала и продавала системы тактической связи, безопасность которых обеспечивала Crypto AG, но в брошюрах норвежцев об их швейцарских партнёрах почти ничего не упоминалось. В отчётах компании Kongsberg Gruppen за 2000 год говорилось о линейке средств тактической связи Eritac — коммутаторов, радиореле и оборудования для блочного шифрования, адаптируемых для связи в зависимости от требований пользователей, и среди разработчиков упоминалась именно компания Crypto AG. Их работу отмечала и шведская компания Ericsson, рекламируя Eritac в 2004 году. В феврале 2006 года норвежские фотографы запечатлели представителей Kongsberg Gruppen на встрече с саудовским принцем: тогда шли переговоры о продаже систем связи саудовцам для нужд их вооружённых сил. Саудовская Аравия оказалась не единственным клиентом, который приобретал через посредника оборудование для защиты информации, выпущенное Crypto AG: среди заказчиков также упоминались Оман, Кувейт, Египет, Катар, ОАЭ и Бахрейн. В то же время всё поставляемое за пределы НАТО оборудование не должно было иметь те же характеристики шифрования, свойственные странам НАТО, чтобы не допустить утечки информации, поэтому при экспорте норвежцы использовали собственные технологии шифрования и дешифрования, а не швейцарские.
В 1994 году швейцарцы приобрели предприятие Info Guard AG — компанию, основным продуктом которой были решения в области шифрования, предназначенные для банковской сферы. Эта компания была основана в 1988 году номинально как дочернее предприятие Crypto AG, 51 % акций которого владела именно Crypto, а остальные акции принадлежали швейцарской телекоммуникационной компании Ascom, проданные в 1991 году Crypto. Согласно рассекреченным документам, фактически Info Guard AG тоже принадлежала ЦРУ в 2002—2018 годах, а в 2003 году Crypto AG вложила в неё примерно 9,1 млн швейцарских франков.

### Конец компании
Несмотря на важный вклад Crypto AG в технологическое развитие информационной безопасности, распространение онлайн-технологий в области криптографии привело к снижению влияния Crypto AG на рынке этих услуг. Защищённые каналы передачи информации уже не были прерогативой исключительно высших государственных лиц и руководителей крупных корпораций. В 1990-е годы прибыль компании стала значительно снижаться, и только денежные вливания от ЦРУ позволяли Crypto AG ещё оставаться на плаву. Из-за бюрократии разведданные продолжали поступать американцам благодаря приборам этой фирмы, поскольку не все правительства стран мира решили отказаться от имевшихся устройств и перейти на более совершенные системы шифрования: криптографические устройства Crypto AG оставались популярными в странах третьего мира. По словам некоторых сотрудников ЦРУ, в 1990-е годы американцы создали ещё минимум две компании в качестве конкурентов Crypto AG: основу стартового капитала для каждой из компаний составила выручка от операций с использованием аппаратуры Crypto. Доподлинно неизвестно, что это были за компании, но в документах БНД упоминалась швейцарская Gretag Data Systems AG, являвшаяся серьёзным конкурентом для Crypto AG. Компания Gretag AG выпускала аппаратуру для шифрования, обеспечивающую безопасность международных банковских транзакций, но основным её заказчиком была швейцарская армия. Позже владельцы компании Gretag неоднократно менялись: в 1980-е годы её владельцем была американская AT&T, в 1995 году её выкупила Information Resources Engineering, переименованная в 2002 году в SafeNet. Согласно «Вашингтон пост», компанию Gretag после череды переименований окончательно ликвидировали в 2004 году.
Последним президентом компании Crypto AG был Роберт Шлуп, который руководил компанией с 2000 года и не имел ни малейшего представления о её подлинном собственнике. В 2017 году здание штаб-квартиры Crypto AG было продано некоей компании в сфере недвижимости, а в 2018 году компания Crypto AG была окончательно ликвидирована. Все её активы и интеллектуальная собственность проданы двум другим предприятиям — компаниям CyOne и Crypto International AG. CyOne взяла на себя продажи соответствующих продуктов внутри Швейцарии (единственным клиентом CyOne является швейцарское правительство), а главой компании стал Джулиано Отт (нем. Giuliano Otth), занимавший должность CEO в компании Crypto AG в 2001—2018 годах. Crypto International AG унаследовала название бренда Crypto AG, его сеть международного распространения товаров и все права на продукцию. Её новым владельцем стал швед Андреас Линде, CEO шведской IT-компании Advenica стоимостью 500 млн долларов: он всерьёз заинтересовался компанией Бориса Хагелина, появившейся в Швеции и обретшей статус легендарной фирмы.
Вскоре прокатились слухи, что операция по ликвидации Crypto AG и распродажи её активов была прикрытием для ухода ЦРУ, однако обе компании официально отвергли какую-либо связь с разведывательными службами. Если Отт отказался давать какие-либо комментарии, то Линде в интервью газете «Washington Post» сказал, что информация о прежних владельцах Crypto AG потрясла его: он намеревался проверить всю перешедшую в его распоряжение продукцию, чтобы избавить её от любых скрытых уязвимостей и не подставлять потенциальных клиентов. Он же сказал, что в ходе заключения сделки по приобретению активов Crypto AG ему так и не довелось узнать, кто именно был прежним бенефициаром Crypto; сообщения о связях Crypto с ЦРУ и БНД он считал тогда не более чем слухами.
Процедурой юридической ликвидации фирмы Crypto AG занималась та же лихтенштейнская юридическая фирма «Marxer und Partner», которая скрыла подлинную информацию о владельцах компании. Условия ликвидации компании и продажи активов не разглашались, однако, по скромным оценкам, совокупная стоимость активов находилась в пределах от 50 до 70 млн долларов США.
15 мая 2021 года в эфире британской радиостанции BBC Radio 4 вышла программа Archive on 4, выпуск которой был посвящён истории компании Crypto AG.

## Продукция компании

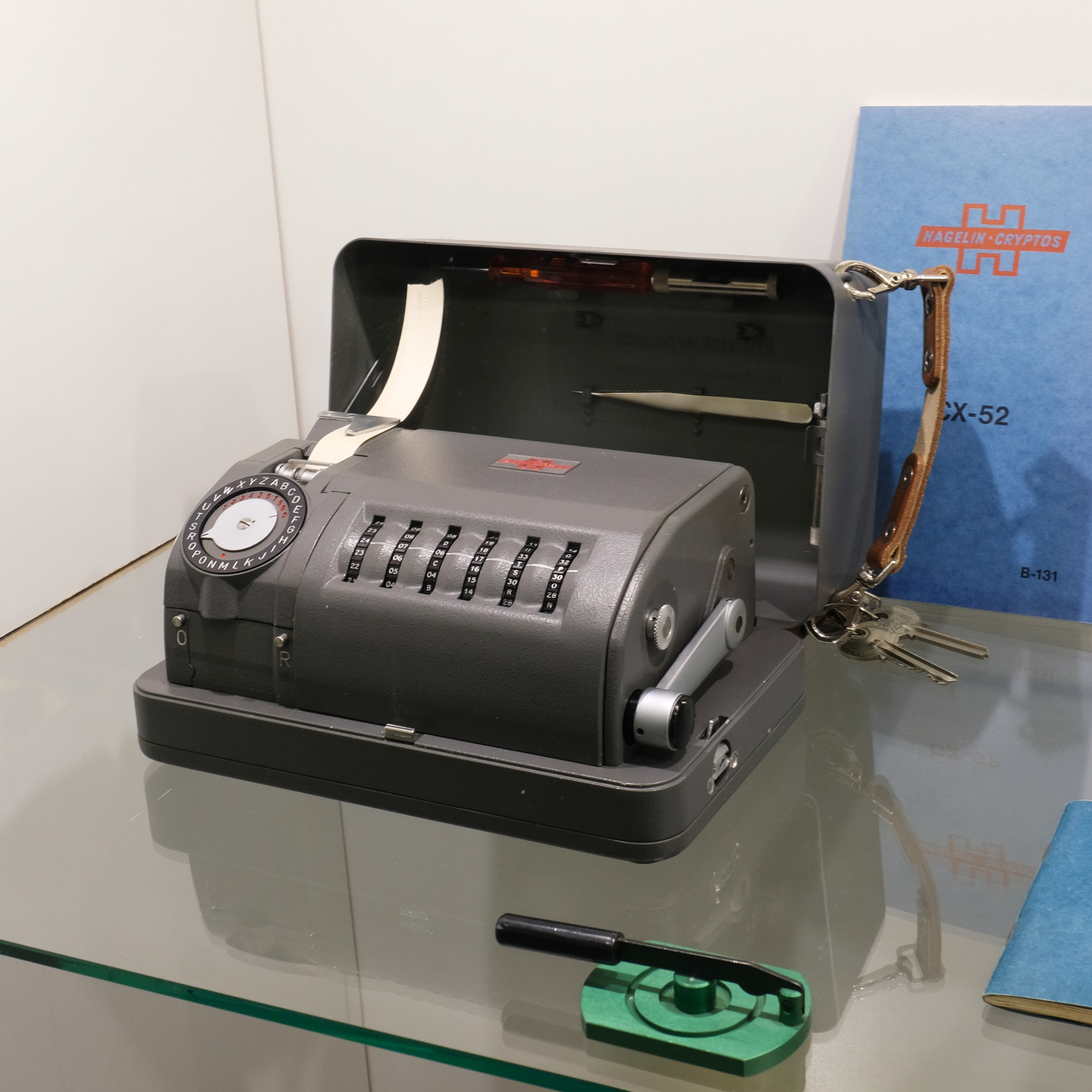
Шифровальная машина CX-52 в Музей Enter

### Некоторые образцы
Продукция компании Crypto AG включала разные системы шифрования и решения в сфере информационной безопасности для всех технологий и протоколов:
- решения для сетей типа Ethernet, PDH, Frame Relay, SONET/SDH
- решения для сетей IP VPN
- копирование или дублирование данных (SAN)
- радиосвязь и спутниковая связь
- мобильная связь
- офисные приложения (телефон, факс, шифрование данных)

На пике популярности количество стран-заказчиков продукции Crypto AG варьировалось между 120 и 130 странами. Оборудование компании использовалось не только правительственными учреждениями и разведывательными службами, но и частными компаниями. Среди шифровальных машин, произведённых Crypto AG, известны были такие образцы, как B-21 (модификация — B-211), C-35, C-36, C-38 (модификация для военных США — M-209), BC-38, C-446, C-52 (модификация — CX-52), CD-57, HC-520, CRM-008 и другие. Компанией выпускались разные устройства для обеспечения безопасной голосовой связи — голосовые шифраторы CSE-280 и CVX-396 (модификация для военных — SVZ-B), скремблер HC-250, телефон с защищённой связью HC-3300 и другая продукция.
- Модель B-21 представляла собой тяжёлый ящик чёрного цвета с двумя роторами, соединёнными двумя парами цевочных колёс, и двумя клавиатурами: одна с клавишами использовалась для набора текста, вторая с электролампами показывала буквы, которые зажигались при процедуре шифрования или дешифрования. Машина успешно прошла проверку, проведённую криптографами Генерального штаба ВС Швеции[15].
- Модель C-36 использовалась во Второй мировой войне армией Франции, а её модификация M-209 — Армией США и ВМС США[15]. При этом, по оценке Уильяма Фридмана, модель M-209 была слишком уязвимой для взлома: человек, не знакомый дотошно с принципами её работы, мог при кодировании сообщения зашифровать его слишком легко для потенциальных взломщиков[17]. В самом конце войны немцы, игнорировавшие оборудование Хагелина в пользу «Энигмы», пытались спешно наладить производство аналогов машин семейства C, поскольку взломанная британцами «Энигма» уже стала попросту бесполезна[15]. Модифицированный вариант M-209 использовался и во время Корейской войны[20].
  - В 1950 году Хагелином была разработана новая модификация M-209, в которой цевочные колёса могли делать конкретные (но не постоянные) повороты на несколько пунктов, что ещё больше усложняло процедуру взлома. Хагелином была также предложена возможность использования одноразовых кодов в виде блока цифр, которые добавлялись к символам в зашифрованном сообщении. Без наличия того же одноразового кода у взломщика не было возможности определить ключ[15].
- Модель CD-57 была разработана в 1951 году Бо Хагелином, сыном Бориса Хагелина. По размерам это устройство было меньше коробки для сигар, а внешне было похоже на транзисторный радиоприёмник; цвет — зелёный «милитари». Пытаясь получить гонорар от продаж CD-57, Бо серьёзно разругался с отцом, но, в конце концов, получил эксклюзивные права на продажу подобных машин[17].
- Наиболее известными моделями шифровальных машин, разработанных Crypto AG, являются образцы C-52 и CX-52. Их криптографические характеристики были настолько высоки, что американцы опасались продажи этого оборудования в другие страны, поскольку в таком случае коммуникации стран-покупателей стали бы недоступными для перехвата и прослушивания со стороны американцев[20].
  - Модель CX-52 вышла в начале 1950-х годов, заменив многие предыдущие образцы шифровальной аппаратуры. Средства от продажи модели C-38 (американская модификация M-209) в США Хагелин потратил на разработку именно модели CX-52. Модели имели тёмно-серый или зелёный «милитари» цвет: слева располагался телефонный диск с буквами вместо цифр, над ним была каретка с бумагой для печати сообщения, в самом центре машины были шесть цевочных колёс, от положения которых зависел тот или иной ключ шифрования. Эту шифровальную машину можно было настроить на свой вкус — например, повернуть на несколько положений каждое из шести цевочных колёс. В некоторых версиях была возможность выводить в качестве шифротекста не только буквы, но и цифры, чтобы ещё больше запутать потенциального взломщика[17].
  - В линейке этих моделей присутствовала модификация CX-52/RT, которая предназначалась исключительно для пользования в США и номинально считалась очень слабой даже по старым стандартам криптографии. По размерам эта машина была примерно с обувную коробку. Отличием от CX-52 был рулон так называемой «случайной ленты» (англ. random tape / RT), закреплённый слева на машине. Он использовался для создания одноразовых кодов, значительно повышавших степень криптографической защиты. Взломать зашифрованное сообщение без знания одноразовых кодов, используемых на машине подобного типа, было даже теоретически невозможно. Когда в 1960 году группа подобных машин была продана правительству Бразилии[англ.] по распоряжению Бо Хагелина-младшего, взбешённые подобным поступком АНБ вынуждены были связаться с его отцом и сообщить о недопустимости подобных сделок. После встречи с руководством АНБ продажи оборудования Crypto AG были приостановлены: некоторое время машины отправлялись только в страны НАТО, Швецию и Швейцарию. Хагелин же вынужден был убедить бразильское правительство заменить модели RT на другие модели CX-52, которые были более уязвимыми (об этом бразильцы не знали)[17].
- В 1967 году вышла первая электронная шифровальная машина производства Crypto AG под названием H-460, в разработке которой активно участвовали сотрудники АНБ. Через 10 лет, в 1977 году была выпущена первая в истории компании полностью электронная шифровальная машина под названием HC-520, внешне выглядевшая как калькулятор[20].

### Криптографическая стойкость
Оборудование компании Crypto всегда поставлялось в двух вариантах — «сильный» вариант, не поддающийся взлому, отправлялся в США и в страны-союзники, а «слабый», алгоритмы шифрования которого были известны разведслужбам — в остальные страны. Переписку из этих стран американцы могли легко расшифровывать, зная используемые алгоритмы и тонкости настроек каждой шифровальной машины. В одних случаях в математических формулах, которыми определялись алгоритм шифрования и стойкость шифрования, содержались несколько недостатков: криптограф, знавший технические особенности аппаратуры, мог с помощью этих недостатков восстановить ключ и расшифровать зашифрованное сообщение. В других случаях сама структура машины содержала лазейку, позволяя по некоторым подсказкам заполучить нужный для дешифровки текста ключ.
Уильям Фридман, изучая модель C-36 в конце 1930-х годов, пришёл к выводу о возможности создания короткого цикла для данной машины, упрощавшего взломщику задачу расшифровки сообщений. Спустя 30 лет криптограф АНБ Питер Дженкинс, изучив машину CX-52, сумел перенастроить и её для возможности создания более короткого цикла, что повысило скорость расшифровки примерно на 20 % для опытных дешифровщиков. Позже ему удалось перенастроить машину для создания длинного псевдослучайного цикла: несмотря на внешнюю надёжность шифрования, с использованием длинного псевдослучайного цикла АНБ могла прочесть около 70 % зашифрованных сообщений. Таким образом, применение псевдослучайного цикла снижало надёжность шифрования.

## Раскрытие информации о шпионаже

### Сотрудничество с западными спецслужбами

Операция «Рубикон»:
Страны, организовавшие шпионаж
Страны, чьё руководство знало о сути операции
Страны, чью переписку перехватывали

В 1970-е годы был снят гриф секретности с части переписки между Борисом Хагелином и Уильямом Фридманом насчёт сотрудничества компании Crypto AG с АНБ, а в апреле 2015 года огласке были преданы ещё порядка 52 тысяч документов АНБ, которые стали главным доказательством подобного сотрудничества. Основным из них является 22-страничный отчёт, датируемый 1955 годом, в котором Фридман сделал предложение Хагелину о сотрудничестве. В рассекреченных сообщениях говорилось, что между Crypto AG и АНБ было заключено своеобразное джентльменское соглашение в 1955 году (за несколько месяцев до этого, 17 ноября 1954 года криптографическое оборудование вместе с иным радиоэлектронным оборудованием было включено в Перечень военного снаряжения США, в раздел XI «Miscellaneous Articles»). Первыми предметами этого соглашения между Хагелином и Фридманом стали шифровальные машины C-52 и их использование для перехвата и расшифровывания переписки пользователей этих машин в интересах США. Несколько экземпляров продукции Crypto AG Хагелин передал в АНБ через военного атташе при посольстве США в Стокгольме. Утверждается, что это соглашение привело к манипулированию политическим нейтралитетом Швейцарии и шпионажу в 130 странах вплоть до 1990-х годов.
В рамках этого джентльменского соглашения компания Crypto должна была согласовывать с американской разведкой в лице ЦРУ и АНБ экспорт своей продукции и обеспечить американцам возможность перехватывать переписку из конкретных стран: в обмен на эту помощь правительство США обещало вложить в компанию инвестиции, которые бы компенсировали все финансовые потери Crypto AG, связанные с ограничением экспорта в конкретные страны мира. Компания обязывалась выпускать два варианта своих продуктов. К первому варианту относились шифровальные устройства, которые поставлялись на экспорт правительствам стран, дружественных Соединённым Штатам. Эти устройства обладали высочайшими характеристиками защиты информации, и взломать сообщения, зашифрованные с их помощью, было почти невозможно даже лучшим криптографам АНБ. Другой тип — шифровальные аппараты, предназначенные для экспорта в другие страны мира. Они были слабее тех вариантов, которые поставлялись союзникам Штатов, поэтому зашифрованные ими сообщения АНБ могла легко расшифровать, зная сильные и слабые стороны каждой машины. Известно, что Хагелин всегда составлял три варианта руководства к каждой машине — руководство для машин с низким, средним и высоким уровнями безопасности, и только некие секретные пометки могли помочь отличить каждое из этих трёх руководств к одному и тому же аппарату. Таким образом, одну и ту же модель можно было бы продать двум разным странам, но в зависимости от инструкций они могли либо предоставить американцам полную возможность расшифровать абсолютно любое сообщение, либо свести эти шансы к минимуму.
Фридман в переписке с Хагелином составлял два списка стран, куда поставлялись эти варианты: в первом списке были страны, куда поставлялись лучшие шифровальные устройства Crypto, во втором — страны, куда поставлялись более слабые и устаревшие образцы криптографической техники (корреспонденцию из этих стран как раз перехватывали и расшифровывали американцы). Покупателям из стран «третьего мира» компания внушала, что им предоставляется лучшая система защиты информации, что на самом деле было ложью (компания скрывала от таких покупателей наличие более совершенных моделей). Американцы перехватывали сообщения любыми способами, будь то обычный приём сигналов в эфире или подключение к оптоволоконным кабелям, а расшифровку осуществляли благодаря манипулированию алгоритмами шифрования в аппаратуре Crypto, что иногда сокращало время взлома с нескольких месяцев до считанных секунд. Аналогичную помощь Хагелин оказывал и британскому Центру правительственной связи: в документах 1955 года описываются характеристики модели CX-52, переданные американцам и британцам. Благодаря этим сведениям команды АНБ и Центра правительственной связи могли быстрее расшифровывать все сообщения.
Швед передавал все технические руководства и брошюры в АНБ, а также информировал их обо всех своих поездках и бизнес-планах, получая определённые рекомендации — ему советовали следить не только за новыми разработками в сфере криптографической техники, но и за конкурентами в регионе. Многие из подобных задач Борис делегировал своему сыну и наследнику Бо, с которым Фридман тоже вёл активную переписку: Бо был руководителем отдела компании, отвечавшего за поставку продукции в Северную и Южную Америку. В то же время поставки Crypto AG в Южную Америку велись такими ударными темпами, что в АНБ начали беспокоиться о том, не знает ли Бо правду о сотрудничестве компании со спецслужбами. 28 сентября 1957 года Уильям Фридман на встрече с Хагелином-старшим заявил, что Бо якобы начал обзванивать сотрудников посольств в Вашингтоне и передавать им сведения, которые, по мнению Фридмана, позволили бы сотрудникам посольства перенастроить аппаратуру и лишить АНБ возможности расшифровывать всё, что шифровалось с помощью этих машин. Борис, однако, не воспринял это всерьёз и возложил на американцев ответственность следить за Бо. Рональду Кларку, официальному биографу Фридмана, АНБ велело не упоминать в биографии Фридмана факт о его встрече с Хагелином, чтобы не предавать огласке сотрудничество компании со спецслужбами. В 1970 году Бо Хагелин во время поездки по Аргентине пожаловался одному из инженеров, что установить низкий уровень криптографической защиты на поставляемую продукцию его обязал отец, а сам инженер услышал подтверждения этого лично от Хагелина-старшего. Тот объяснил, что политика компании основывается на «политическом патернализме»: ведущим странам Западного мира нужна максимально возможная защита каналов связи, а странам «третьего мира» это было непозволительно. Не называя своего руководства и покровителя, он сказал этому инженеру: «Мы вынуждены это делать» (англ. We have to do it).
В 1960 году между Хагелином и ЦРУ было заключено так называемое «лицензионное соглашение», согласно которому Хагелину предлагалось 855 тысяч долларов США в обмен на дальнейшее выполнение условий джентльменского соглашения с АНБ. Ежегодно он получал 70 тысяч долларов США, выделяя своей компании до 10 тысяч долларов США на «маркетинговые» расходы, чтобы большинство правительств стран мира заключали контракт именно с Crypto, а не какой-либо другой компанией. Считается, что в 1980-е годы благодаря технологиям Crypto AG, использовавшимся в шифровальных устройствах, Агентство национальной безопасности сумело расшифровать около 40 % всей перехваченной дипломатической переписки и других сообщений, переданных иностранными высокопоставленными государственными лицами. Это отмечал директор АНБ в 1977—1981 годах Бобби Инмэн, назвавший Crypto AG «очень ценным источником по коммуникаций в большей части мира». После заключения сделки в 1970 году о приобретении Crypto ЦРУ и немецкой БНД эта компания начала тоже сотрудничать с немцами: до 90 % перехваченных БНД сообщений были расшифрованы именно благодаря помощи от Crypto AG. Встречи с американцами, на которых обсуждались какие-либо дальнейшие шаги в вопросе сотрудничества с Crypto AG, проводились в Мюнхене сначала на одном из военных объектов Армии США, а затем на чердаке здания, примыкавшего к консульству США. Однако в начале 1990-х годов немецкая разведслужба вышла из этого соглашения, а её долю себе забрало ЦРУ. Рассекреченные документы свидетельствовали о том, что между ЦРУ и БНД возникли серьёзные разногласия не только в денежных вопросах, но и в морально-этических аспектах: немцы возмущались чрезмерному энтузиазму американцев в перехвате переписки союзников по НАТО.
Один из намёков на связи компании с АНБ появился после выхода в 1982 году книги Джеймса Бэмфорда «Дворец головоломок» (англ. The Puzzle Palace) об Агентстве национальной безопасности, в которой цитировались некоторые документы, связанные с Уильямом Фридманом. В них упоминался некий «проект Бориса» (англ. Boris project): по мнению Бэмфорда, это было косвенным доказательством сотрудничества компании Бориса Хагелина с АНБ. В 1995 году журналист газеты The Baltimore Sun Скотт Шейн в одной из статей высказал версию о наличии серьёзных связей Crypto с АНБ, отметив при этом, что точные сведения о начале и условиях сотрудничества содержатся только в документах АНБ. Руководство Crypto отвергло обвинения Шейна, назвав их «вымыслом чистой воды», и только в 2015 году версия о связи Crypto AG со спецслужбами окончательно была подтверждена. По словам журналиста Мехди Атмани из газеты Le Temps от 2015 года, сотрудничество Crypto AG с британскими, американскими и западногерманскими спецслужбами можно отсчитывать с 1956 года, когда компания уже по указанию АНБ начала редактировать руководства для шифровального оборудования. Британский Центр правительственной связи в ответ на запрос BBC отказался от комментариев по поводу содержимого рассекреченных документов, но заявил, что их содержимое нужно воспринимать в контексте политической напряжённости, связанной с Холодной войной.

### Сотрудники, раскрывшие тайну компании

#### Тайна владельцев
Было распространено немало слухов о том, кто именно является владельцем Crypto AG: поскольку средства на счёт компании Crypto AG поступали из неизвестных источников, это только разогревало любопытство посторонних. Среди сотрудников Crypto AG велись споры по поводу того, кто именно руководит компанией. Лихтенштейнская юридическая фирма Marxer und Partner, которая хранила в тайне сведения о владельцах Crypto AG, отказывалась отвечать на этот вопрос журналистам, ссылаясь на законодательство Лихтенштейна и на запрет разглашения личных данных о своих клиентах. В то же время Сикстен Свенссон (швед. Sixten Svensson), зять Бориса Хагелина, в 2015 году утверждал, что Хагелин перед смертью рассказал ему и жене Сикстена о некоем секретном письме, которое должно быть вскрыто в 2032 году и в котором будут даны объяснения о том, чем именно занимался Хагелин в своей компании.
В документах БНД утверждалось, что фирме платили огромные деньги за то, чтобы информация о владельцах не была предана огласке. Спецслужбы прилагали все усилия, чтобы удовлетворить все потребности сотрудников фирмы Crypto AG: в частности, им даже разрешали ходить по озеру Цуг на яхте, принадлежавшей компании. Но отдельные инженеры, занимавшиеся разработкой защитной аппаратуры, были близки к раскрытию главного секрета компании, поскольку иногда подвергали сомнению необходимость принятия тех или иных алгоритмов, о которой им говорили сверху — особенно в тех случаях, когда в алгоритмах шифрования были очевидными какие-то недостатки. Чтобы не давать сотрудникам повод думать о причинах подобных поступков, руководство Crypto объясняло им, что все инструкции согласованы с компанией Siemens, которая обеспечивала продуманное управление предприятием и проводила нужную техническую экспертизу. Недостаток этого объяснения заключался в том, что подразделение оборонной электроники в Siemens было тесно связано с БНД, а соглашение с Siemens не могло гарантировать то, что АНБ прекратит своё вмешательство.
Сотрудники, которые неоднократно видели странных посетителей из США и Германии, приезжавших на завод-производитель, поневоле догадались, что в компании происходит что-то неладное. Известно, что сотрудники АНБ неоднократно посещали в штаб-квартиру компании Crypto в Цуге, пользуясь легендой консультантов некоей компании Intercomm Associates. Согласно газете The Baltimore Sun, в 1975 году в штаб компании действительно приезжала криптограф АНБ Нора Л. Макиби (англ. Nora L. Mackebee). Газета The Sun приводила фрагмент конфиденциального меморандума, в котором утверждалось, что Макиби участвовала в обсуждении нового проекта шифровальной аппаратуры Crypto. На этой встрече и ещё на нескольких присутствовал также инженер компании Motorola Боб Ньюмен (англ. Bob Newman), помогавший компании Crypto перейти от производства механического шифровального оборудования к электронному: он утверждал, что Макиби была представлена как консультант и даже давала некоторые рекомендации компании Motorola, но не подозревал о её работе на разведку. Поездки делегаций АНБ прекратились в конце 1970-х годов.

#### Юрг Шпёрндли
Имел место случай, когда компании поступило от владельцев указание ослабить алгоритм шифрования сообщений, что должно было и облегчить процедуру дешифровки всех сообщений, шифруемых с помощью Crypto. Один из сотрудников компании инженер Юрг Шпёрндли (нем. Jürg Spörndli), изначально не мог понять причины для появления подобных указаний, но позже сумел самостоятельно сделать выводы о природе приказа. Он догадался, что приказ могли отдать представители американских разведслужб: Шпёрндли позже рассказывал, что видел, как сотрудники АНБ неоднократно приезжали в штаб-квартиру компании и отдавали некие распоряжения по поводу модификации оборудования. По мнению Шпёрндли, все разработанные компанией алгоритмы в обязательном порядке отправлялись сначала в АНБ, где и проверялись на стойкость.
Любой сотрудник, который пытался исправить умышленно созданные недостатки алгоритма шифрования и восстановить прежнюю стойкость, мог столкнуться с серьёзными неприятностями от начальства. Работая совместно с Менгией Кафлиш, Шпёрндли обратил внимание на чрезмерную слабость некоторых алгоритмов и занялся настройкой шифровального устройства T-450, использовавшего эти алгоритмы и предназначенного для обмена сообщениями посредством телетайпа. После доработок алгоритм шифрования повысил стойкость настолько, что этим обеспокоились в АНБ: после долгих споров под давлением американцев Юргу Шпёрндли пришлось снизить уровень криптографической защиты. Узнав от коллег о визите американцев, он позже понял, что внесение технических изменений осуществляло по инициативе АНБ, которая передавала свои пожелания через немецких посредников. Если тогда Юрг считал важным помочь США проследить за странами третьего мира, то со временем назвал это «империалистическим подходом» и «неприемлемым способом ведения бизнеса». Позже он занял высокопоставленную должность в компании Info Guard AG, дочернем предприятии Crypto AG.

#### Петер Фрутигер
В 1974 году правительства Австрии и Югославии обнаружили серьёзные криптографические проблемы в шифровальных машинах MCC-314, использовавшихся в системах обменом информации, и руководитель исследовательского отдела компании Crypto AG Петер Фрутигер (нем. Peter Frutiger) оперативно решил их. В 1977 году ещё одна жалоба поступила от Сирийской Арабской Армии, которая использовала шифраторы голосовой связи CSE-280, внешне напоминавшие электрогенератор: представители армии доложили о слабом уровне защиты, предоставляемой подобными шифраторами. Фрутигер, ничего не сообщив руководству, отправился в Сирию и начал работу над шифратором, пока не исправил все оплошности. Однако вскоре представители Агентства национальной безопасности сообщили компании, что уже не могут взломать защищённые сообщения, поступавшие из Сирии от некоей важной цели. В ЦРУ сделали вывод, что это произошло по вине Фрутигера, который сумел не просто исправить оплошность, но и приблизился к тому, чтобы понять, с чем в действительности связана работа его компании.
Пост исполнительного директора компании занимал тогда Хайнц Вагнер, ранее работавший в компании Siemens: он не обладал опытом работы в криптографии, однако по характеру был динамичным и решительным человеком, а с финансовой точки зрения — вполне успешным менеджером. Вагнер был в курсе о том, какую роль играют ЦРУ и БНД в работе компании: поняв, что причиной проблем АНБ стали действия Фрутигера, он немедленно уволил его из компании. Однако руководство ЦРУ раскритиковало Вагнера, поскольку тот предпочёл не искать иные пути удержать Фрутигера в компании с разъяснениями его действий, а выбрал радикальный способ решения проблемы. В 1994 году на фоне дела об аресте иранскими властями Ганса Бюлера Фрутигер дал интервью швейцарскому телевидению по поводу своей деятельности в компании и её возможных связях с разведкой, которые Crypto AG настойчиво отрицала, обвиняя Фрутигера во лжи.
Преемником уволенного Фрутигера на посту главы исследовательского отдела оказался Зигмар Хорст-Йоахим Грютцманн (нем. Sigmar Horst-Joachim Grützmann), известный по прозвищу «Микки» (нем. Mickie). Он скрывал от своей семьи, чем именно занимался на своей должности: несмотря на многочисленные путешествия по миру и заключённые фирмой выгодные контракты, он становился всё более нервным и в итоге ушёл в запой, из-за чего был уволен. Спустя некоторое время он признался своей семье, что компанию Crypto AG контролирует ЦРУ, однако побоялся рассказывать подробности, решив из-за своей паранойи, что за ним ведётся слежка. Его супруга долгое время считала это очередной выдумкой мужа, связанной со злоупотреблением алкоголем или обычной истерикой, пока ей не стало известно, что заявления Микки о связи компании с ЦРУ оказались правдой. Он умер в 2016 году, за 4 года до того, как вся история связей Crypto AG с ЦРУ была предана огласке.

#### Менгия Кафлиш
Ошибка Хайнца Вагнера с действиями в отношении Петера Фрутигера была не единственной в его карьере. В 1978 году в компанию пришла инженер-электрик Менгия Кафлиш (нем. Mengia Caflisch), занимавшаяся исследованиями в области радиоастрономии в Мэрилендском университете и затем вернувшаяся в Швейцарию. Хотя Вагнер приветствовал её назначение, руководство АНБ настаивало на том, что Кафлиш «слишком умна, чтобы оставаться в неведении». Предупреждения АНБ оказались небеспочвенными: вместе с Юргом Шпёрндли, работавшим тогда в исследовательском отделе, Кафлиш стала изучать ряд образцов техники и проводить над ними ряд экспериментов, пытаясь улучшить их характеристики. Среди испытываемых образцов была модель телетайпа HC-570, изготовленная с использованием технологий компании Motorola и представлявшая собой внешне компьютер типа Apple II. Кафлиш инициировала в отношении модели несколько криптографических атак (в том числе на основе открытого текста).
Кафлиш и Шпёрндли изучали подробно алгоритм шифрования, сравнивая результаты на каждом этапе и устанавливая зависимости. После сравнения 100 символов исходного текста со 100 символами зашифрованного сообщения они пришли к выводу, что зашифрованное с помощью HC-570 сообщение слишком легко взломать — даже если это секретный разведывательный отчёт. Исследуя другие модели на наличие дыр в безопасности, она в какой-то момент создала настолько мощный и надёжный алгоритм шифрования, что даже криптографы АНБ оказались не в состоянии его взломать, а затем этот алгоритм оказался в ряде производимой продукции — таким образом, с конвейера сошли 50 экземпляров шифровальных машин HC-740, прежде чем АНБ добралось до истины. После этого компании пришлось вернуть прежний уязвимый алгоритм шифрования, а уже выпущенные шифраторы было решено продать нескольким банкам, поскольку подобную технику нельзя было по определению продавать иностранным правительствам.
Подозрения Кафлиш усиливались с каждым днём, однако начальство ей сказало, что некоторые вопросы задавать просто нельзя. И только потом Хайнц Вагнер, созвав высокопоставленных сотрудников отдела разработок и исследований, признался, что у компании нет полной свободы производить то, что она действительно считает востребованным. Кафлиш проработала в компании до 50-летнего возраста: спустя 25 лет после своего увольнения в интервью прессе она заявила, что её порой охватывали сомнения, не стоило ли ей уйти раньше.

#### Чель-Уве Видман
В 1980 году в компанию Crypto AG на должность научного консультанта был назначен известный шведский профессор математики из Стокгольма Чель-Уве Видман, специалист в области криптографии. Его назначение было полностью организовано разведслужбами: в 1979 году в Мюнхене его завербовала ЦРУ под псевдонимом «Генри», пользуясь наводкой от шведских разведывательных служб. Видмана пригласили якобы на встречу с представителями Crypto и Siemens: в вербовке участвовали высокопоставленный сотрудник БНД Йелто Бургмайстер (нем. Jelto Burmeister) и сотрудник мюнхенской резидентуры ЦРУ Ричард Шрёдер (англ. Richard Schroeder). Видман позже рассказывал, что «весь его мир полностью рухнул» после того, как он узнал, кто на самом деле владеет Crypto AG.
Видман, будучи научным консультантом, каждые шесть недель отправлялся на встречу с представителями АНБ и шифровального отдела немецкой разведки — так называемого ZfCh. С ними он согласовывал все новые модификации аппаратных средств и новые алгоритмы шифрования информации, а затем доставлял чертежи инженерам компании. Подчинённым он говорил, что без одобрения свыше новый алгоритм не может быть допущен к применению: по мнению одного из инженеров, это означало, что стойкость любого алгоритма шифрования, используемого в аппаратуре Crypto, постоянно контролировалась извне. Уязвимости в этих алгоритмах, позволявшие американцам легко взламывать сообщения, не могли обнаруживаться с помощью обычных статистических тестов и маскировались как обычные человеческие ошибки или ошибки реализации. Из Crypto он ушёл в 1994 году, заняв должность директора исследовательского математического института в Стокгольме: в своих интервью он всячески отрицал, что его работа была под внешним контролем.

### Операция «Рубикон»

#### Предпосылки
В 2020 году было проведено большое расследование при участии американской газеты The Washington Post, немецкой телерадиокомпании Zweites Deutsches Fernsehen (ZDF) и швейцарской телерадиокомпании Schweizer Radio und Fernsehen (SRF), по итогам которого каждым их этих СМИ были представлены сведения о проводившейся до 2018 года силами американской разведки операции «Рубикон» (ранее — «Тезаурус») по перехвату и вскрытию переписок высокопоставленных политиков из разных стран мира с использованием бэкдоров и уязвимостей аппаратуры Crypto. Оборудование производства Crypto активно использовалось географическим отделением G Агентства национальной безопасности, который специализировался на странах, не входивших ни в коммунистический блок, ни в азиатский регион: свыше половины информации, собранной этим отделом, обрабатывалось машинами Crypto. Эта операция считается крупнейшей в истории мировой разведки. В основу статьи The Washington Post были заложены документы ЦРУ и БНД, а также беседы с сотрудниками разведок и самой компании: среди источников основными являлись 96-й страничный доклад 2004 года от Центра изучения разведки ЦРУ и доклад 2009 года от БНД.
В адрес Crypto AG и ранее поступали обвинения в активном сотрудничестве с разведывательными службами западных стран (АНБ и ЦРУ, британским Центром правительственной связи и немецкой БНД), в том числе в оказании помощи в перехвате и расшифровке секретных сообщений. Документальные свидетельства показывают, что отдельными странами с помощью аппаратуры Crypto AG осуществлялись перехват, расшифровка или прослушивание информации ещё до того, как компанию приобрели западные спецслужбы. В частности, после революционных событий 14 июля 1958 года, когда в Ираке группировка «Свободные офицеры» свергла пробританский монархический режим и казнила иракскую королевскую семью, британские войска стремительно развернули свои части на территории Иордании. Действия иракцев координировал президент Египта Гамаль Абдель Насер, руководивший в 1952 году «Движением свободных офицеров», которые свергли египетскую монархию. Однако все сообщения, которые он передавал по закрытому каналу связи, перехватывались и расшифровывались Центром правительственной связи Великобритании, поскольку египтяне использовали как раз аппаратуру Crypto AG, сведения о которой были на руках у британцев.

#### Операции в 1970-е и 1980-е годы
Рассекреченные документы, в частности, свидетельствовали о том, что в 1978 году Агентство национальной безопасности с помощью аппаратуры Crypto подслушивало участников переговоров в Кэмп-Дэвиде — делегации США, Египта и Израиля — и прослушивало переговоры президента Египта Анвара Садата с Каиром по закрытому каналу связи, о чём он так и не догадался. В 1979 году АНБ аналогично прослушивало переговоры иранцев, взявших в заложники 52 граждан США. Силами аналитиков АНБ были расшифрованы около 85 % сообщений, переданных сторонниками аятоллы Хомейни, о чём директор Агентства Бобби Инмэн доложил в телефонном разговоре президенту США Джимми Картеру. Это случилось благодаря тому, что иранцы использовали уязвимые для взлома машины Crypto. Благодаря этим устройствам АНБ выяснило, что брат президента Билли Картер активно отстаивал ливийские интересы в США и поддерживал Муаммара Каддафи, получая от него зарплату: выведя Билли на чистую воду, власти хоть и не завели против него уголовное дело, но заставили его зарегистрироваться как иностранного агента. В целом считается, что благодаря отправке в страны «третьего мира» шифровальных машин Crypto, подразумевавших низкий уровень криптографической защиты, АНБ расшифровала порядка 57 % сообщений, перехваченных в 1970-е годы (при том, что без использования этой аппаратуры доля расшифрованных посланий составляла бы не более 29 %).
В 1977 году аргентинская военная хунта приобрела серию шифровальных машин Hagelin H-4605 в дополнение к имеющимся CX-52, а также заказала ещё партию подобных устройств, чтобы передать их правительствам других латиноамериканских стран, вовлечённых в операцию «Кондор». В рамках этой операции они вели наблюдение за всеми лицам, представлявшими угрозу национальной безопасности, и расправлялись с некоторыми из них без суда и следствия. Однако вскоре сотрудники аргентинских спецслужб стали подозревать наличие утечек информации, в связи с чем вызвали на встречу группу высокопоставленных лиц из компании, в том числе Хайнца Вагнера. От них они потребовали объяснений: по свидетельствам документов ЦРУ, Вагнер опасался за свою жизнь и даже мог подумать, что его сбросят с самолёта или вертолёта. После переговоров руководство Crypto дало аргентинцам обещание, что не будет уведомлять о недостатках шифрования другие латиноамериканские страны, и заменило их шифровальное оборудование, предоставив им заведомо ложные сведения о его повышенной надёжности.
В 1982 году между Аргентиной и Великобританией вспыхнула война за принадлежность Фолклендских островов. 3 апреля того года член британского парламента от партии лейбористов Эдвард Роулендс во время дебатов публично заявил, что британцы давно шпионили за аргентинцами и перехватывали всю их дипломатическую корреспонденцию. Благодаря расшифровке корреспонденции силами АНБ вооружённым силам Великобритании была предоставлена важнейшая информация о состоянии вооружённых сил Аргентины во время войны. В то же время ЦРУ в своих документах не уточнило, какую именно информацию передавали американцы британцам. Когда аргентинцы поняли, что причиной их неудачи отчасти стала аппаратура Crypto, в Буэнос-Айрес вылетел Чель-Уве Видман, который убедил аргентинцев в том, что их аппаратуру попросту взломали британцы. В частности, он внушал им, что используемое аргентинцами устройство для шифрования голосовой связи устарело и было легко взломано АНБ, а основная аппаратура типа CAG 500 оставалась неуязвимой. Этот блеф сработал, и аргентинцы вынуждены были продолжить сотрудничество с Crypto AG. Помимо этого, Видману пришлось вступить в переговоры с представителями ВМС Чили, которые высказывали недовольство работой шифровальных аппаратов CAG 503 и грозились сменить поставщика на компанию Datotek: по мнению Видмана, если бы он не переубедил чилийцев и не пообещал им новое оборудование, они бы разорвали контракт.
Другим косвенным доказательством связи компании с американскими спецслужбами стал теракт на берлинской дискотеке «Ла Белль» 5 апреля 1986 года, в совершении которого президент США Рональд Рейган публично обвинил спецслужбы Ливии. В своём телеобращении Рейган сообщил о перехвате сообщений между Триполи и ливийским посольством в Восточном Берлине, кратко изложив их содержимое и заявив, что это является доказательством причастности ливийцев к взрыву бомбы на дискотеке. После этого Ливия подтверглась авиаудару в ночь с 14 на 15 апреля, который рассматривается историками в качестве акта возмездия: считается, что именно аппаратура Crypto AG позволила перехватить и расшифровать всю переписку ливийцев, связанную с терактами. Во время ирано-иракской войны американцы перехватили и взломали более 19 тысяч иранских сообщений, зашифрованных с помощью криптографической аппаратуры Crypto: они обращали особое внимание на сообщения, в которых упоминались связи Тегерана с группировками, признанными в США террористическими, и аресты лиц, представлявших угрозу государственной безопасности Ирана. По скромным данным, американцы взломали от 80 до 90 % сообщений, зашифрованных иранцами с помощью аппаратуры Crypto: если бы Иран выбрал другого поставщика, результаты американской разведки оказались бы намного более скромными.
В 1989 году американцы, перехватив и расшифровав несколько сообщений из Ватикана, выяснили, что бывший глава Панамы Мануэль Норьега, свергнутый в результате вторжения американских войск, пытался запросить убежище в резиденции папского нунция. Получив эти сведения, американцы оперативно направили силы для задержания Норьеги. Предполагается, что аппаратура Crypto AG позволила также установить причастность иранских спецслужб к убийству бывшего премьер-министра Ирана Шапура Бахтияра, которое произошло 6 августа 1991 года. На следующий день после убийства, 7 августа западными разведслужбами было перехвачено зашифрованное сообщение «Мёртв ли Бахтияр?», которое было отправлено разведслужбами Ирана в ряд иранских посольств. Тело Бахтияра было обнаружено на следующее утро, а вскоре иранцы поняли, что утечка была связана с тем, что они передавали сообщение, используя оборудование Crypto AG.

#### Дело Ганса Бюлера
В марте 1992 года произошёл самый громкий скандал в истории компании, который в истории ЦРУ рассматривается как дело «Гидра» (англ. Hydra). В Тегеране был арестован один из её ведущих менеджеров, 51-летний Ганс Бюлер, который посещал страну уже в 25-й раз в составе делегации от компании Crypto. В течение 9 месяцев он содержался под стражей и допрашивался иранской полицией по обвинению в шпионской деятельности: по его словам, его допрашивали каждый день по 5 часов в сутки и до трёх раз в день, пытаясь заполучить какие-либо доказательства работы Crypto AG на американские спецслужбы. Иранцы были убеждены, что именно с устройств этой компании передавались сообщения из Триполи в Берлин в канун теракта на дискотеке «Ла Белль». Бюлер на допросе сказал иранцам, что компания Crypto AG по закону не могла никому из третьих лиц передать данные о клиенте, если только он не дал своего согласия на это. Он не знал ни того, кто является владельцем компании, ни того, были ли какие-либо утечки или бэкдоры в используемом Crypto AG оборудовании. Иранцы потребовали за освобождение взятого в заложники инженера выкуп в размере 1 млн долларов США. ЦРУ пыталось воспрепятствовать этому, считая неприемлемым для американцев ведение переговоров об освобождении заложников или заключённых за выкуп. В январе 1993 года Бюлер оказался на свободе: по одним данным, выкуп в размере 1 млн долларов выплатила компания Crypto AG, по другим данным — компания Siemens, по третьим — немецкая разведслужба БНД. Более того, Бюлера обязали после освобождения не давать никаких интервью.
В тюрьме Бюлеру неоднократно угрожали побоями, хотя ни разу не избили. По возвращении домой Ганс, переживший серьёзный стресс, решился дать несколько интервью разным СМИ, в которых обвинил свою компанию в сотрудничестве с иностранными разведками. Его тут же уволили, а бывший работодатель потребовал от него компенсацию в размере выплаченного выкупа. ЦРУ в своих документах призналось, что оно само подкинуло Crypto идею судиться с Бюлером с помощью специально нанятых адвокатов, чтобы он не наговорил лишнего. Швейцарские СМИ и немецкая газета Der Spiegel заступились за инженера и в 1994 году подключились к расследованию его дела, опросив ряд его коллег и сделав вывод, что кто-то посторонний действительно проводил тайные манипуляции с машинами Crypto AG. В том ноябре 1995 года судебные тяжбы между Бюлером и компанией были урегулированы в виде подписания мирового соглашения, детали которого не разглашались, хотя в декабре ожидалось заслушать в суде всех свидетелей, готовых подтвердить слова Бюлера. Уже в 2020 году стало известно, что Бюлера заставили отказаться от своих слов и подписать заведомо ложное заявление о том, что все его претензии были сфальсифицированы. Компания Crypto согласилась взять на себя расходы Бюлера на адвокатов, но потребовала больше не давать никаких интервью прессе на тему Crypto, угрожая ему штрафом в размере 100 тысяч швейцарских франков за каждое нарушение. Сам Ганс Бюлер скончался в 2018 году.

#### Последующие обвинения
Согласно норвежскому изданию Dagens Næringsliv, материалы расследования в отношении Crypto AG за 1994 год хранились в швейцарских архивах, однако доступ к ним был закрыт; в то же время издание Swissinfo утверждает, что швейцарская полиция опросила около 20 человек, прежде чем окончательно закрыть дело. Компания Crypto AG отвергала все выдвигаемые ей обвинения, а её новый директор Михаэль Грубе выступил в защиту деятельности Crypto на швейцарском телевидении: историки ЦРУ полагали, что его выступление было вполне убедительным. Согласно официальному заявлению за 1994 год, компания настаивала на том, что продажа клиенту устройства с сокрытием от него содержимого этого устройства была бы неприемлемой не только для самого клиента, но и для поставщика продукции. Однако очень многие журналисты отнеслись к объяснениям компании скептически и продолжили её критиковать.
В 1995 году газета The Baltimore Sun опубликовала статью авторства Скотта Шейна и Тома Боумена, в которой прямо заявила о сотрудничестве Crypto AG с Агентством национальной безопасности. По их словам, эта компания была не единственным производителем криптографического оборудования, кто активно сотрудничал с АНБ ровно на тех же условиях. В статье упоминались слова криптографа Алана Т. Шермана (англ. Alan T. Sherman), профессора компьютерных наук университета Мэриленда в Балтиморе, который считал, что перенастроить оборудование и ослабить алгоритмы шифрования без ведома клиентов было возможным с технической точки зрения. Свидетельства инженеров Crypto казались ему вполне правдоподобными. Иран, по иронии судьбы, вскоре возобновил сотрудничество с Crypto AG, однако в 2020 году министр иностранных дел Ирана Мохаммад Джавад Зариф на мюнхенской конференции по вопросам безопасности заявил, что отчасти из-за западных санкций, а отчасти из-за шпионского скандала сотрудничество Ирана с компанией Crypto в целом значительно сократилось.
Согласно статье 2020 года газеты The Washington Post, в живых остались очень немногие сотрудники, знавшие о сотрудничестве Crypto AG с разведслужбами. Многие из них были в преклонном возрасте и отказались что-либо комментировать для прессы. Те же, кто согласился высказаться по этому поводу, признались, что у них были серьёзные подозрения в отношении деятельности компании, однако из них очень немногие решились поведать об этом миру или хотя бы прекратить сотрудничество с Crypto AG. Согласно рассекреченным документам, все сотрудники Crypto, согласившиеся помогать спецслужбам, руководствовались исключительно идеологическими мотивами и отказывались от каких-либо дополнительных денежных премий: редким исключением в денежном вопросе стал Челль-Уве Видман, получавший большое денежное пособие от ЦРУ.

#### Парламентское расследование в Швейцарии
В швейцарском парламенте в течение 9 месяцев велось парламентское расследование по факту деятельности Crypto AG, результаты которого были оглашены в докладе 10 ноября 2020 года Делегацией комиссий по управлению парламентом Швейцарии. По словам Филиппа Бауэра, члена проводившей расследование парламентской делегации, разведывательные службы Швейцарии и её правительство как минимум с осени 1993 года знали о сотрудничестве Crypto AG с ЦРУ и активно сотрудничали с этой компанией, пытаясь заполучить ценную информацию от западных разведывательных служб. Примерно с 2002 года швейцарские спецслужбы начали расшифровывать перехватываемую ими переписку, пользуясь проделанными с аппаратным и программным обеспечением манипуляциями. Документы, свидетельствовавшие о том, что швейцарские спецслужбы были в курсе деятельности Crypto AG, были найдены в одном из бункеров, построенных в Швейцарии на случай ядерной войны.
Согласно докладу, с юридической точки зрения Crypto AG не нарушала швейцарское законодательство. В то же время разведслужбы Швейцарии вплоть до 2019 года не сообщали властям о связях компании Crypto AG с ЦРУ, АНБ и БНД, что делегация сочла прискорбным. По словам газеты The Washington Post, доклад был представлен швейцарцами незадолго до того, как в международной прессе появились заранее подготовленные публикации разоблачительного характера о Crypto AG. После публикации доклада ряд швейцарских политиков потребовали от властей представить общественности полную картину связей не только компании Crypto с западными разведками, но и швейцарских спецслужб и силовых структур: издание Swissinfo заметило, что сотрудниками Министерства обороны Швейцарии были уничтожены многие документы, датируемые 2011—2014 годами.
В связи с обнародованием информации о связях Crypto правительство Швейцарии приняло решение ужесточить контроль над экспортом продукции компании Crypto International AG, что плохо сказалось на дипломатических отношения со Швецией: компания приняла решение сократить объём своей деятельности в стране и уволила 80 сотрудников, а Швеция отменила все мероприятия по случаю 100-летия установления дипломатических отношений между Швецией и Швейцарией. Формальным поводом для отмены мероприятий стал отзыв швейцарскими властями экспортной лицензии у Crypto International. Против самой компании в июне даже было возбуждено уголовное дело по факту предоставления ложной информации швейцарскому органу SECO, ответственному за экспорт и импорт военного оборудования, однако в ноябре прокуратура приняла решение закрыть дело в связи с отсутствием состава преступления в действиях шведской фирмы.

### Основные
- Официальный сайт Crypto International AG (англ.)
- Crypto AG на сайте Cryptomuseum
- Operation Rubicon на сайте Cryptomuseum

### СМИ
- La Suisse sous couverture, Episode 1, Agents infiltrés (Radio Télévision Suisse, ноябрь 2019)
- Mehdi Atmani. La lune de miel secrète entre la Suisse et le renseignement international (фр.) // Le Temps. — 2015. — 21 août. — P. 11.
- Line Dugstad, Osman Kibar. Den skjulte partneren (норв.). Dagens Næringsliv[норв.] (2 января 2015). Архивировано 13 июня 2019 года.
- Ran Levi. Malicious Life Podcast: Crypto AG Part 1 - The Greatest Espionage Operation Ever (англ.). Cyber Reason (14 февраля 2022). Дата обращения: 7 марта 2023.
- Ran Levi. Malicious Life Podcast: Crypto AG Part 2 - The Death of Bo Jr. (англ.). Cyber Reason (28 февраля 2022). Дата обращения: 7 марта 2023.
- Ran Levi. Malicious Life Podcast: Crypto AG Part 3 - The Truth is Revealed (англ.). Cyber Reason (10 марта 2022). Дата обращения: 7 марта 2023.
- Greg Miller. The intelligence coup of the century. The Washington Post (11 февраля 2020). Дата обращения: 11 февраля 2020. Архивировано 11 февраля 2020 года.
- Scott Shane, Tom Bowman. Rigging the Game. No Such Agency (англ.) // The Baltimore Sun. — 1995. — 4 December. — P. 9–11. Архивировано 1 марта 2019 года.
- Fall Crypto AG. Bericht der Geschäftsprüfungsdelegation der Eidgenössischen Räte vom 2. November 2020 (нем.). Парламент Швейцарии (2 ноября 2020). Дата обращения: 10 марта 2023.